# Evelyn Kawamoto
Evelyn Kawamoto (Honolulu, Estados Unidos, 17 de septiembre de 1933-22 de enero de 2017) fue una nadadora estadounidense especializada en pruebas de estilo libre media distancia, donde consiguió ser medallista de bronce olímpica en 1952 en los 400 metros.

## Carrera deportiva
En los Juegos Olímpicos de Helsinki 1952 ganó la medalla de bronce en los 400 metros estilo libre, con un tiempo de 5:14.6 segundos, tras las nadadoras húngaras Valéria Gyenge y Éva Novák; también ganó el bronce en los relevos de 4x100 metros estilo libre, tras Hungría (oro) y Países Bajos (plata).